# Maseru
Maseru je hlavní město Lesotha, leží na západě země u hranic Jihoafrické republiky, na řece Caledon. Je největším městem celé země, v roce 2016 zde žilo přibližně 344 tisíc obyvatel.

## Původ názvu
Maseru v sesothském jazyce znamená "červené pískovce".

## Historie
Město založil v roce 1869 sothský (basutský) král Mošvešve I. (Moshoeshoe) a toto místo se po podepsání dohody s Brity stalo hlavním městem zdejšího britského protektorátu, pozdějšího Basutolandu. V roce 1966, kdy byl vyhlášen nezávislý stát africký Lesotho, se Maseru stalo jeho hlavním městem.
Podobně jako další africké metropole, i Maseru zaznamenalo na přelomu 20. a 21. století prudký nárůst obyvatelstva. Zatímco v roce 1986 zde žilo 98 017 obyvatel, o 10 let později to bylo již 137 837 lidí a do roku 2016 se tento počet více než zdvojnásobil.

## Fotogalerie

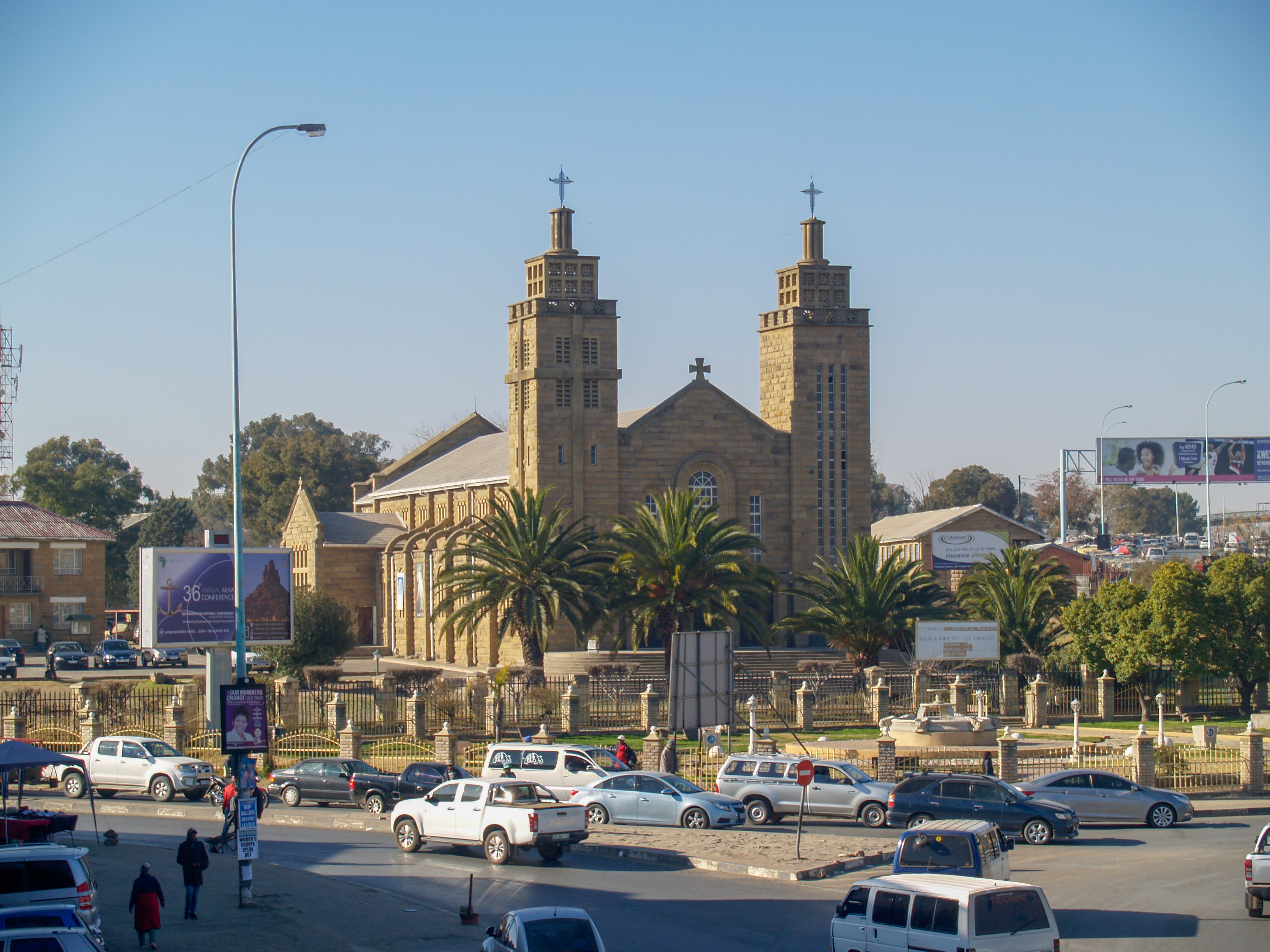
Římskokatolická katedrála z roku 1958
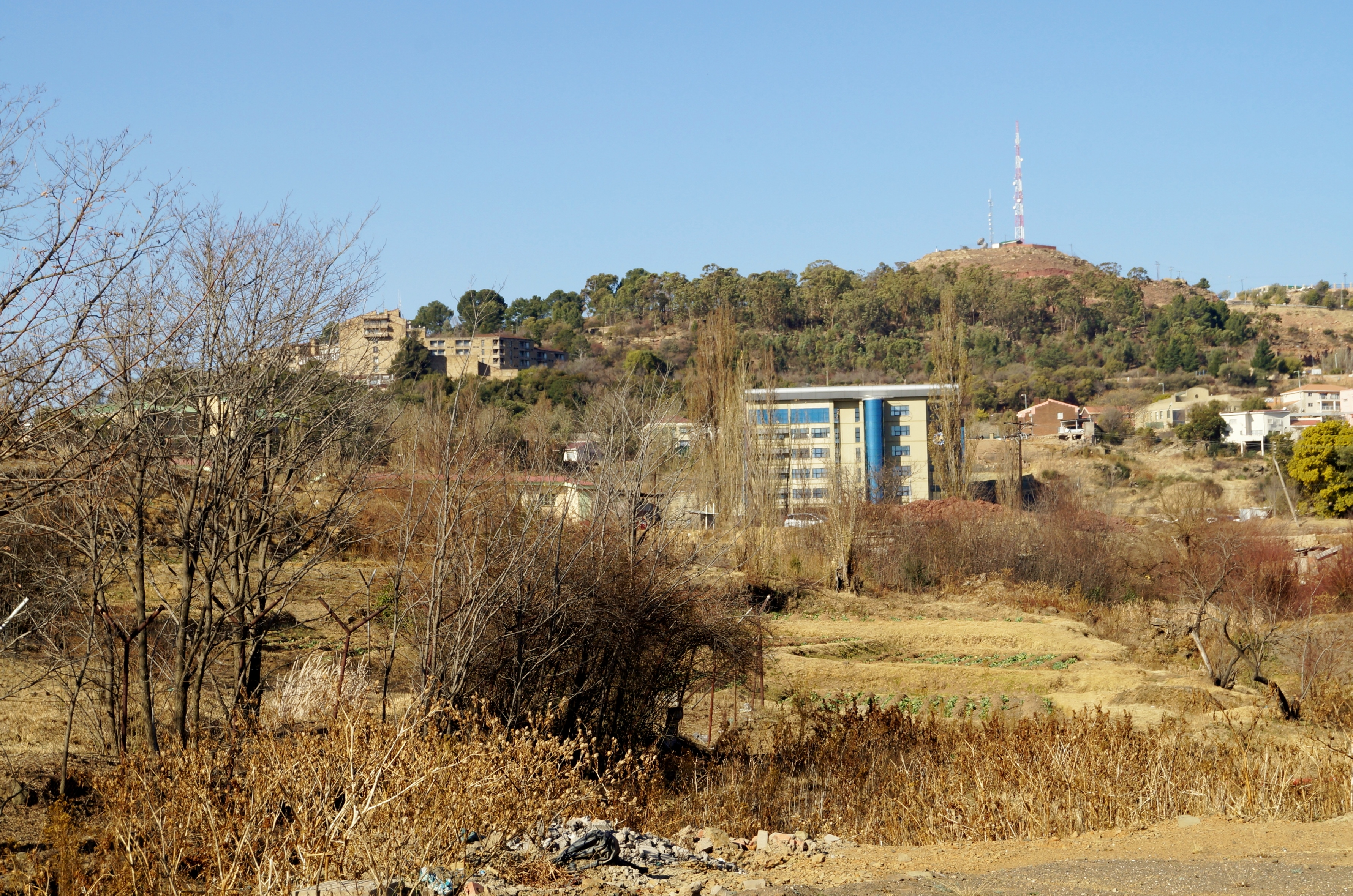
Vrch Mpilo v centru města
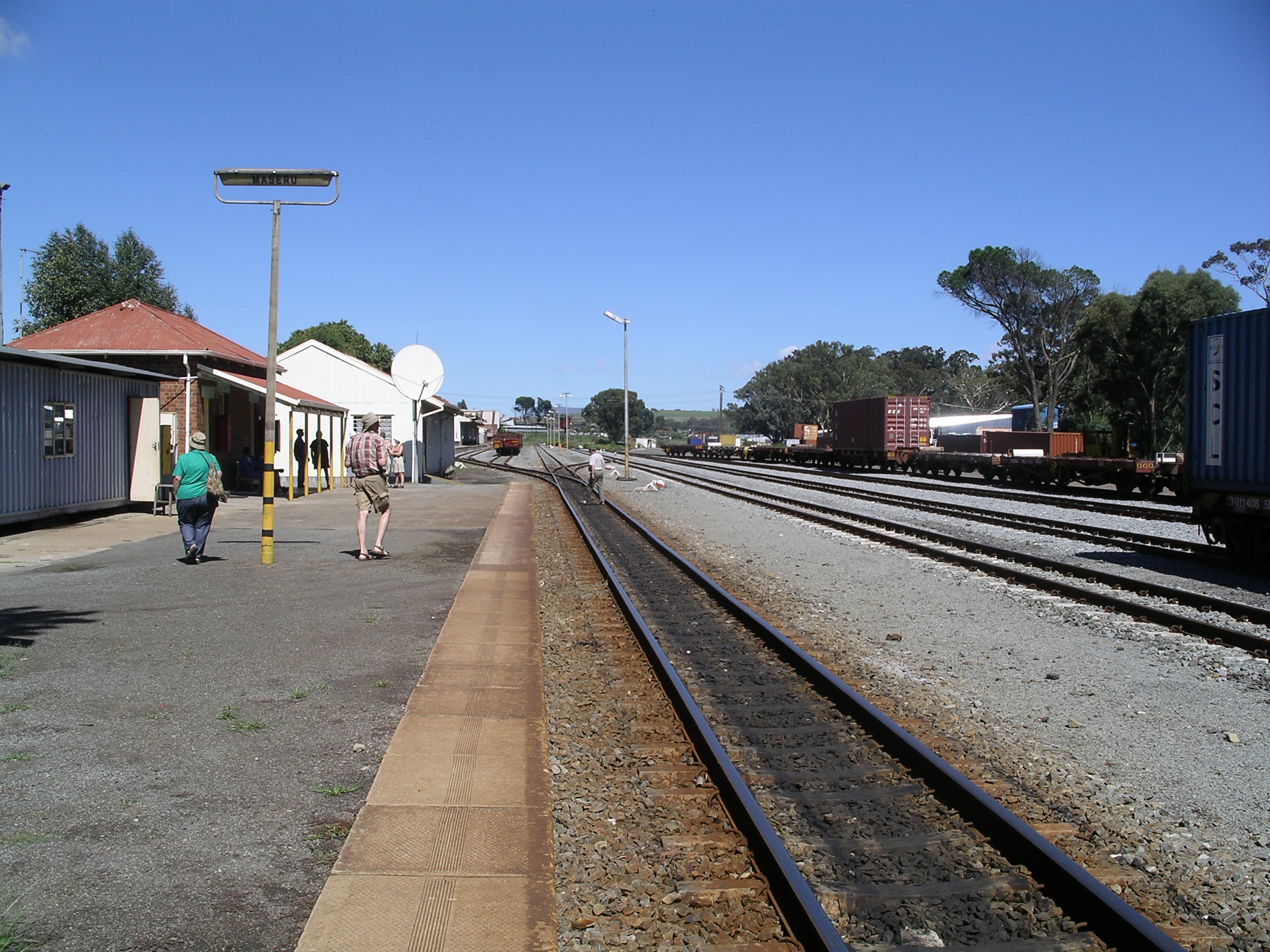
Železniční stanice Maseru
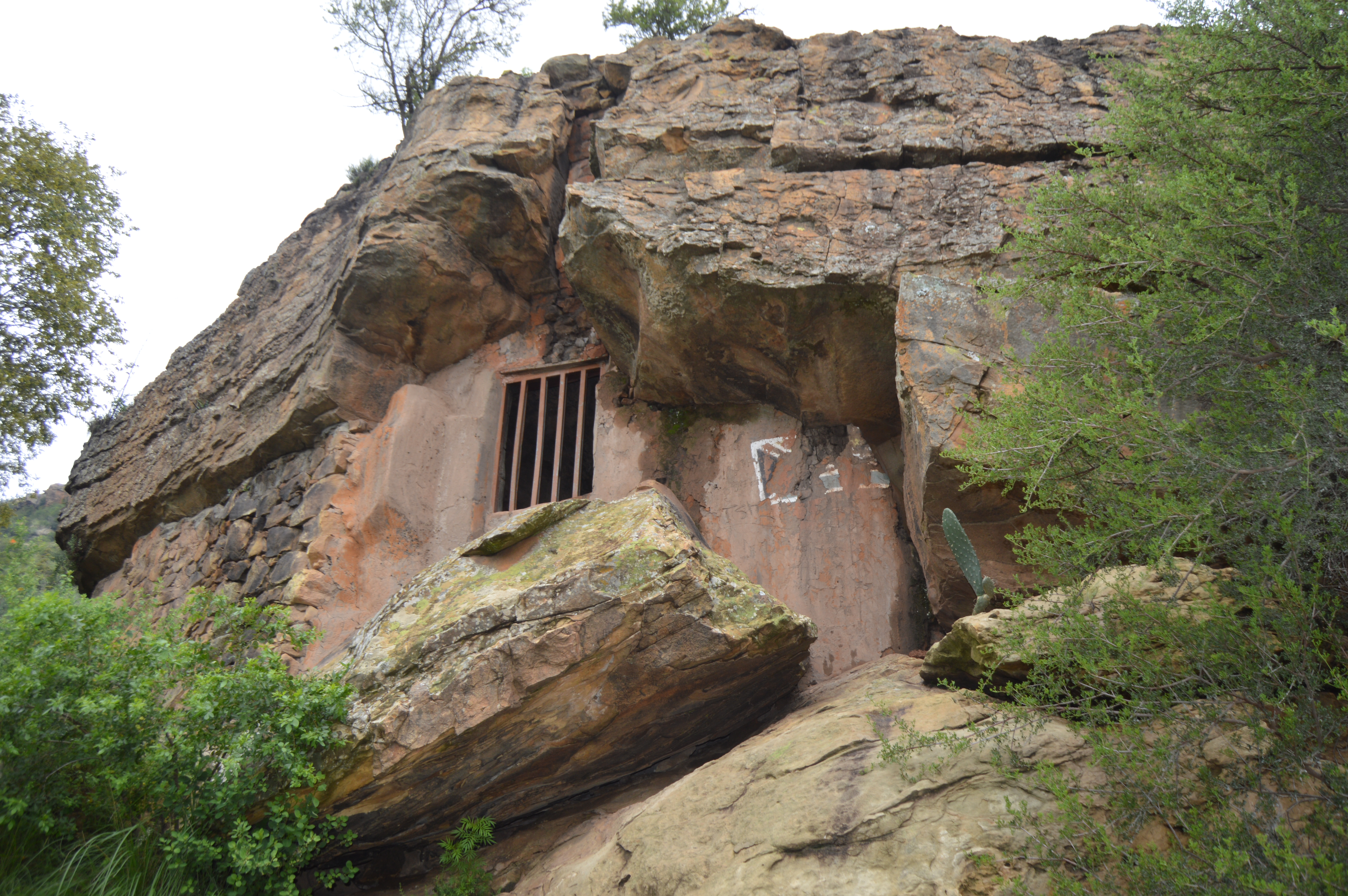
Jeskyně Anny Mantsopy Makhethy, věštkyně a léčitelky v 19. stol.